# Tystnaden efteråt
Tystnaden efteråt (tyska: Die Stille nach dem Schuß) är en tysk film från 2000 som handlar om den exil som delar av den beväpnade västtyska vänstern (Röda armé-fraktionen, 2 juni-rörelsen) fick i DDR under 1980-talet.

## Handling
Rita Vogt är en västtysk terrorist som flyr till Östtyskland. Där får hon en ny identitet av den östtyska säkerhetspolisen. Men när Tyskland enas kräver de västtyska myndigheterna att få veta allt.

## Rollista
| Bibiana Beglau  | – Rita Vogt            |
| Martin Wuttke   | – Erwin Hull           |
| Nadja Uhl       | – Tatjana              |
| Harald Schrott  | – Andreas "Andi" Klein |
| Alexander Beyer | – Jochen Pettka        |
| Jenny Schily    | – Friederike Adebach   |
| Mario Irrek     | – Joachim Klatte       |
| Franca Kastein  | – Anna                 |
| Thomas Arnold   | – Gerngross            |

## Utmärkelser
2000 vann Volker Schlöndorff Blue Angel-priset vid Berlins filmfestival. Bibiana Beglau och Nadja Uhl delade silverbjörnen för bästa skådespelerska.